# IPhone
iPhone er den fælles betegnelse for smartphones, der produceres af den store amerikanske IT-virksomhed Apple Inc.. Iphones udgør omkring en tredjedel af alle mobiltelefoner i verden.
Den første iPhone (der blot havde navnet iPhone) blev præsenteret af Apples direktør Steve Jobs i januar 2007 og sendt i handelen i juni 2007. Den blev berømt for sin berøringsfølsomme skærm, der var en nyhed på det tidspunkt.
iPhonen og dens tilhørende software udvikles løbende. Der udkommer en ny version ca. en gang om året, der typisk har mere hukommelse, stærkere processorer og også nye funktioner, f.eks. forbedrede kameraer og nye softwareapplikationer. Telefonerne benytter styresystemet iOS på linje med Apples øvrige produkter.
I tilknytning til iPhones har Apple oprettet den virtuelle butik App Store, hvor programmer til iPhones udbydes.

## Versioner af iPhones
- Juni 2007: Den oprindelige iPhone kommer på gaden
- Juli 2008: Den første efterfølger iPhone 3G med bl.a. en indbygget GPS
- Juni 2009: iPhone 3GS med en dobbelt så stor hastighed som forgængeren
- Juni 2010: iPhone 4 med en højopløselig "Retina"-skærm
- Oktober 2011: iPhone 4S
- September 2012: iPhone 5, som var slankere, hurtigere og med en 4-tommers skærm
- September 2013: iPhone 5s og iPhone 5c med bl.a. Touch ID
- September 2014: iPhone 6/6 Plus med en større skærm
- September 2015: iPhone 6s/6s Plus
- September 2016: iPhone 7/7 Plus
- September 2017: iPhone 8/8 Plus med nyt glas- og aluminiumdesign
- November 2017: iPhone X med Face ID
- September/oktober 2018: iPhone XR, XS og XS Max
- September 2019: iPhone 11, iPhone 11 Pro og 11 Pro Max med et nydesignet dobbeltkamerasystem;[2] 11 Pro og Pro Max var de første smartphones med tre kameraer på bagsiden[3]
- Oktober/november 2020: iPhone 12, iPhone 12 mini, iPhone 12 Pro og Pro Max
- September 2021: iPhone 13, 13 mini, iPhone 13 Pro og Pro Max
- September/oktober 2022: iPhone 14, 14 Plus, iPhone 14 Pro og Pro Max[2]
- September 2023: iPhone 15, 15 Plus, iPhone 15 Pro og Pro Max
- September 2024: iPhone 16, 16 Plus, iPhone 16 Pro og Pro Max

## iOS
Softwaren der styrer iPhone hedder iOS (før version 4: iPhone OS), og deler kerneteknologier med Apples operativsystem til sine Mac-computere, Mac OS X. Softwaren bliver opdateret jævnligt.

## Specifikationer
iPhone (1. generation)
- Skærmstørrelse: 3,5" diagonalt
- Skærmopløsning: 480*320 pixler ved 160 dpi
- Tastatur: Multi-berøringsfølsom skærm + knapperne hjem, volume op, ned og tænd/sluk
- Operativsystem: iPhone OS
- Hukommelse:
  - iPhone: 4, 8, 16 eller 32 GB flashhukommelse
- Forbindelser:
  - Alle udgaver: Wi-Fi, Bluetooth, USB, Quad-bånd GSM (GSM 850, GSM 900, GSM 1800, GSM 1900), GPRS/EDGE.
  - iPhone 3G herudover: A-GPS, Tri-band UMTS/HSDPA.
  - iPhone 3GS herudover: HSDPA på 7.2 Mbps.
- 2 megapixel kamera (3 megapixel i iPhone 3GS)
- Størrelse: 115 mm×61 mm×11.6 mm
- Vægt: 135 g

iPhone 3G (2. generation)
- Skærmstørrelse: 3,5" diagonalt
- Skærmopløsning: 480*320 pixler ved 160 dpi
- Tastatur: Multi-berøringsfølsom skærm + knapperne hjem, volume op, ned og tænd/sluk
- Operativsystem: iPhone OS 2.0 → 4.3 (iPhone 3G har ikke alle softwarefunktionerne i iPhone OS 4.x, da telefonen ikke kan trække disse fuldbyrdet)
- Hukommelse:
  - 8 eller 16 GB flashhukommelse
- Forbindelser:
  - Alle udgaver: Wi-Fi, Bluetooth, USB, Quad-bånd GSM (GSM 850, GSM 900, GSM 1800, GSM 1900), GPRS/EDGE, A-GPS, Tri-band UMTS/HSDPA.
- 2 megapixel kamera
- Størrelse: 115.5 mm×62.1 mm×12.3 mm
- Vægt: 133 g

iPhone 3GS (3. generation)
- Skærmstørrelse: 3,5" diagonalt
- Skærmopløsning: 480*320 pixler ved 160 dpi
- Tastatur: Multi-berøringsfølsom skærm + knapperne hjem, volume op, ned og tænd/sluk
- Operativsystem: iPhone OS (version 3.0)
- Hukommelse:
  - iPhone: 8, 16 eller 32 GB flashhukommelse
- Forbindelser:
  - Alle udgaver: Wi-Fi, Bluetooth, USB, Quad-bånd GSM (GSM 850, GSM 900, GSM 1800, GSM 1900), GPRS/EDGE, A-GPS, Tri-band UMTS/HSDPA, HSDPA på 7.2 Mbps.
- 3 megapixel kamera
- Størrelse: 115.5 mm×62.1 mm×12.3 mm
- Vægt: 135 g

iPhone 4 (4. generation)
- Skærmstørrelse: 3,5" diagonalt
- Skærmopløsning: 960*640 pixler ved 326 dpi
- Tastatur: Multi-berøringsfølsom skærm + knapperne hjem, volume op, ned og tænd/sluk
- Operativsystem: iPhone OS 4
- Hukommelse:
  - iPhone: 8, 16 eller 32 GB flashhukommelse
- Forbindelser:
  - Alle udgaver: Wi-Fi, Bluetooth, USB, Quad-bånd GSM (GSM 850, GSM 900, GSM 1800, GSM 1900), GPRS/EDGE, A-GPS, Tri-band UMTS/HSDPA, HSDPA på 7.2 Mbps.
- Kamera:
  - Bag: 5.0 megapixel billeder, f/2.8, 720p HD video ved 30 billeder/s
  - Foran: 0.3 megapixel (VGA) billeder, 480p VGA video ved 30 billeder/s
- Størrelse: 115.2 mm×58.66 mm×9.3 mm
- Vægt: 137 g

iPhone 4S (5. generation)
- Skærmstørrelse: 3,5" diagonalt
- Skærmopløsning: 960*640 pixler ved 326 dpi
- Tastatur: Multi-berøringsfølsom skærm + + knapperne hjem, volume op, ned og tænd/sluk
- Operativsystem: iOS 5
- Hukommelse:
  - 16, 32 eller 64 GB flashhukommelse
- Forbindelser:
  - Alle udgaver: Wi-Fi, Bluetooth, USB, Quad-bånd GSM (GSM 850, GSM 900, GSM 1800, GSM 1900), GPRS/EDGE, A-GPS, Tri-band UMTS/HSDPA, HSDPA på 7.2 Mbps.
- Kamera:
  - Bag: 8.0 megapixel, f/2.4, 1080p Full HD video ved 30 billeder/s
  - Foran: 0.3 megapixel (VGA) billeder, 480p VGA video ved 30 billeder/s
- Størrelse: 115.2 mm×58.66 mm×9.3 mm
- Vægt: 140 g

iPhone 5 (6. generation)
- Skærmstørrelse: 4" diagonalt
- Skærmopløsning: 1136*640 pixler ved 326 dpi
- Tastatur: Multi-berøringsfølsom skærm + knapperne hjem, volume op, ned og tænd/sluk
- Operativsystem: iOS 6
- Hukommelse:
  - iPhone: 16, 32 eller 64 GB flashhukommelse
- Forbindelser:
  - Alle udgaver: Wi-Fi, Bluetooth, USB, Quad-bånd GSM (GSM 850, GSM 900, GSM 1800, GSM 1900), GPRS/EDGE, A-GPS, Tri-band UMTS/HSDPA, HSDPA på 7.2 Mbps.
- Kamera:
  - Bag: 8.0 megapixel billeder, f/2.4 1080p Full HD video i 30 billeder/s - Foran: 1.2 megapixel billeder, 720p HD video i 30 billeder/s
- Størrelse: 123.8 mm×58.6 mm×7.6 mm
- Vægt: 112 g

iPhone 6
iPhone 6S

iPhone 7
iPhone 8
iPhone X (udtales iPhone 10)
iPhone 11
- Dimensioner
  - højde: 150,9 mm (5,94 tommer)
  - bredde: 75,7 mm (2,98 tommer)
  - dybde: 8,3 mm (0,33 in)